# Professor-Huber-Platz
Der Professor-Huber-Platz bildet zusammen mit dem gegenüberliegenden Geschwister-Scholl-Platz das quadratische Eingangsforum der Ludwig-Maximilians-Universität in München. Er liegt im Nordteil der monumentalen Ludwigstraße. Dabei bildet der Geschwister-Scholl-Platz den geschlossen bebauten Westteil des Forums vor dem Hauptgebäude der Universität, während der Professor-Huber-Platz den Ostteil darstellt, der von der einmündenden Veterinärstraße durchbrochen wird.

## Namensgebung
Seit 1946 erinnert der Platzname an den 1943 hingerichteten Widerstandskämpfer Kurt Huber, der wie die Geschwister Scholl (Namensgeber des gegenüberliegenden Platzteils) Mitglied der Widerstandsgruppe Weiße Rose war.

## Bebauung

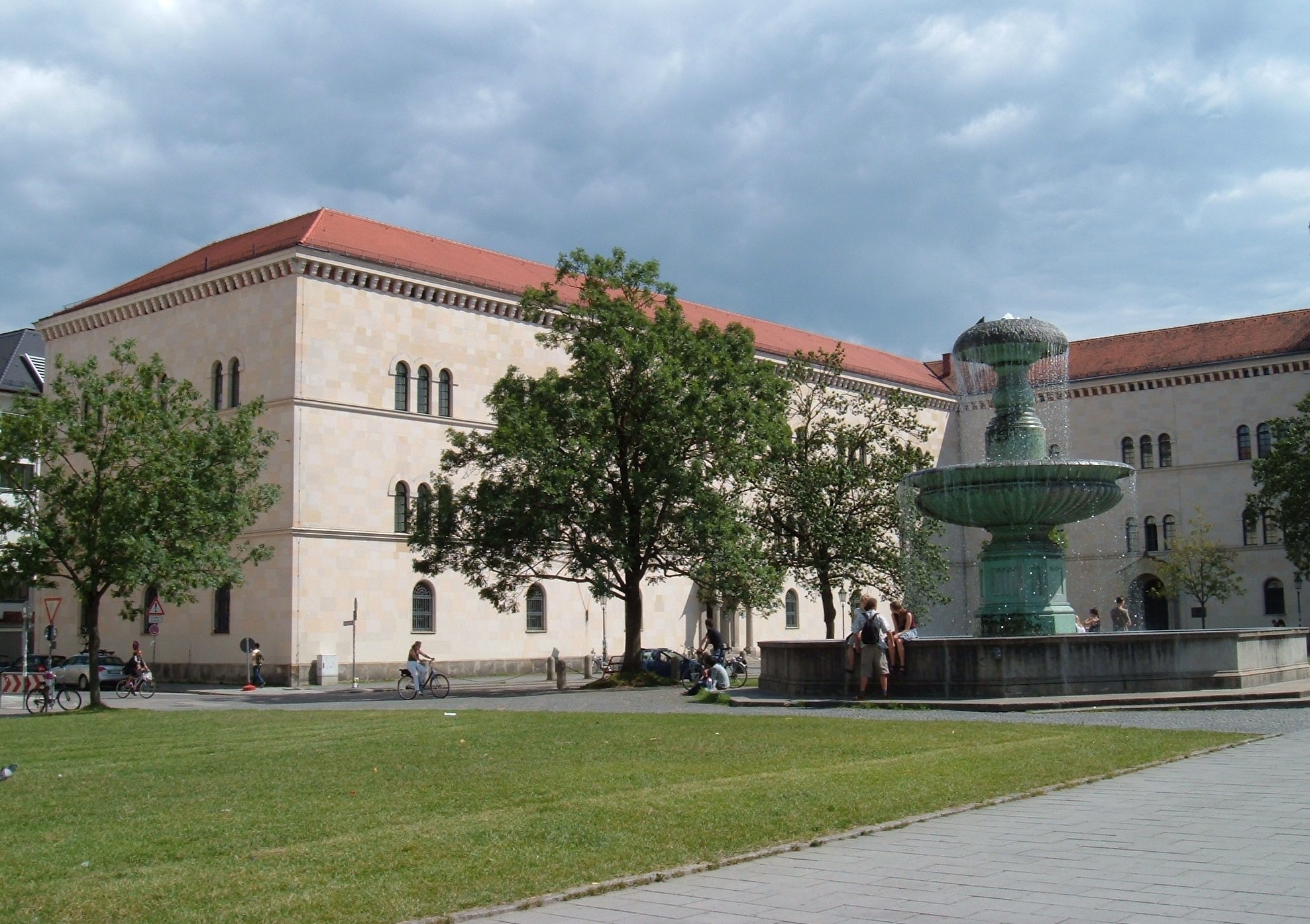
Das Georgianum

Die Randbebauung des Professor-Huber-Platzes wurde ursprünglich von zwei dreigeschossigen Gebäuden gebildet, nämlich dem nördlich gelegenen ehemaligen Max-Joseph-Stift (Professor-Huber-Platz 2) von Friedrich von Gärtner (erbaut 1837 bis 1841) und dem südlich der Veterinärstraße gelegenen Priesterseminar Georgianum (Professor-Huber-Platz 1, ebenfalls von Gärtner). Beim Wiederaufbau des nördlichen Gebäudes (als juristisches Seminargebäude der Universität 1946–1951) wurde dieses auch äußerlich stark verändert, indem man die flachbogigen gekoppelten Biforienfenster durch Rundbogenfenster „im Sinne eines Gärtnerschen ‚Rundbogenstils‘“ ersetzte.

## Brunnen

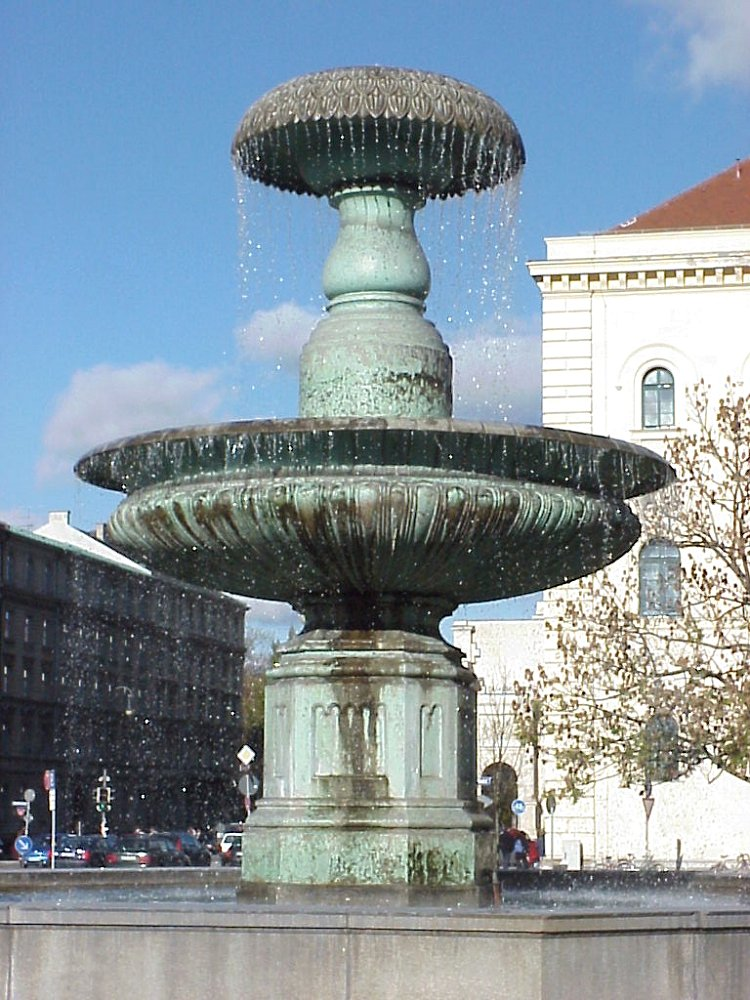
Brunnen am Professor-Huber-Platz

Die auf beiden Plätzen befindlichen Schalenbrunnen wurden in den Jahren 1842 bis 1844 nach römischem Vorbild und nach Plänen von Friedrich von Gärtner geschaffen. Sie haben einen achteckigen Sockel, jeweils einen Durchmesser von nahezu zehn Metern und eine über acht Meter hohe Säule.